# Gregory Allen Howard
Pour les articles homonymes, voir Howard.
Gregory Allen Howard est un scénariste américain né à Norfolk (Virginie) le 28 janvier 1952 et mort le 27 janvier 2023 à Miami (Floride).

## Filmographie
- 2000 : Le Plus Beau des combats
- 2001 : Ali
- 2019 : Harriet

## Récompenses
- 2000 : nommé au Black Reel Award du meilleur scénario pour Le Plus Beau des combats
- 2001 : Christopher Award du meilleur film pour Le Plus Beau des combats
- 2001 : Black Reel Award du meilleur scénario pour Ali